# Principauté de Przemyśl
1085–1141
Entités précédentes :
- Rus' de Kiev

Entités suivantes :
- Principauté de Galicie

La principauté de Przemyśl (en ukrainien : Перемишльськe князівствo) est une principauté médiévale centrée autour de la capitale Prémysl (aujourd'hui Przemyśl en Pologne) en Ruthénie rouge.

## Première mention
La Chronique des temps passés, écrite vers l'an 981, fait la première fois mention de Przemyśl en racontant les guerres de Vladimir Ier : « Vladimir marcha contre les Lekhs et leur prit les villes de Prémysl, Tcherven et d'autres qui sont encore aujourd'hui soumises à la Russie ».
Il est possible que les Lekhs soient des Polonais, car selon l'historien Cross, Lekh est un ancien terme pour désigner une personne de Pologne. Les historiens Franklin et Shepard soutiennent que ce peuple est le même que les Ledzaniens, mentionnés dans de administrando Imperio comme tributaires de la Rus. Przemyśl a peut-être été l'une des villes de Tcherven prise par le prince polonais Boleslas Ier en 1018, qui ont été reprises par la Rus en 1031.

## Histoire
Prémysl est initialement dirigé par les descendants de Vladimir de Novgorod (en), qui aide à reprendre les villes de Tcherven en 1031, avec son fils unique Rostislav de Tmutarakan (en) ; c'est pourquoi ils sont connus sous le nom de Rostislavitchi. Le premier prince de Prémysl est Riourik Rostyslavytch, qui occupe la ville lorsque les assassins de Iaropolk de Kiev s'y réfugient en 1087. Vsevolod Ier de Kiev, grand prince de la Rus, répartit les territoires volhyniens, donnant Volodymyr-Volynsky à David Igorevitch, Terebovlia à Vasilko Rostislavitch et Prémysl à Volodar Rostislavitch (en), ce qui est confirmé au congrès de Lioubetch en 1097. La ville, défendue par le prince Volodar, est assiégée en 1096 par Iaroslav Sviatopolkovitch, allié au roi Coloman de Hongrie.
Prémysl, bien qu'à l'origine subordonné à la principauté de Volodymir-Volinsky, reste une principauté semi-indépendante jusqu'au milieu du XIIIe siècle. Lors du conflit entre Rostislav IV de Kiev et Daniel de Galicie, l'évêque soutient Rostislav, et quand ce dernier occupé Halytch, il nomme Constantin de Riazan pour superviser Prémysl. En 1141, Vladimirko de Galicie unit les trois principautés de Przemyśl, Terebovlia et Zvenyhorod pour donner la principauté de Galicie.

## Princes de Przemyśl
- Riourik Rostyslavytch (1085-1092)
- Volodar Rostislavitch (1092–1124)
- Rostislav Volodarevitch (1124-1129)
- Vladimirko de Galicie (1129-1153)
- Iaroslav Ier Osmomysl (1153–1187)
- Volodymyr Yaroslavytch (1187–1205)
- Svyatoslav Igorevitch (1205–1211)
- Daniel de Galicie (1211)
- Lech le Blanc (1211–1214)
- contrôle hongrois avec le roi André II de Hongrie (1214-1219)
- Mstislav Mstislavitch (1219-1225)
- Yaroslav Ingvarevitch (1227-1231)
- Aleksandr Vsevoloditch (1231–1234)
- Rostislav Mikhaïlovitch (1234–1240)
- Grigori Vassilievitch (1240–1243)
- Rostislav Mikhaïlovitch (deuxième fois) (1243-1245)
- Grigori Vassilievitch (1245-1246) (deuxième fois)
- Rostislav Mikhaïlovitch (1246-1249) (troisième fois)
- Bela Rostislavitch (1262–1272)
- Lev Danilovitch (1263–1269)